# Proasellus pribenicensis
Proasellus pribenicensis är en kräftdjursart som beskrevs av Flasarova 1977. Proasellus pribenicensis ingår i släktet Proasellus och familjen sötvattensgråsuggor. Inga underarter finns listade i Catalogue of Life.